# Timóteo III (IV) de Alexandria
Papa Timóteo III (IV) de Alexandria (m. 528 ou 535) foi um Papa copta e um Patriarca de Alexandria de 511 ou 516 até a sua morte, um ano depois. Assim como seus antecessores, era um miafisista.
Ele é reconhecido como Timóteo IV pela Igreja Ortodoxa Grega de Alexandria, que reconhece Timóteo Salofaciol como Timóteo III. Já a Igreja Ortodoxa Copta, que rejeita Salofaciol, o reconhece como Timóteo III.
Teria sido Timóteo quem converteu a futura imperatriz bizantina Teodora ao miafisismo.